# 凱利·波特
凱利·波特（英語：Kelly Port，1967年5月26日—）是一名美國視覺特效藝術家。他曾因電影《復仇者聯盟：無限之戰》和《蜘蛛人：無家日》獲得兩項奧斯卡最佳視覺效果獎的提名。

## 部分電影作品
- 《復仇者聯盟：無限之戰》（2018年；與丹·德里伍（英语：Dan DeLeeuw）、羅素·厄爾（英语：Russell Earl）和丹·薩迪克（英语：Dan Sudick）共同入圍）
- 《復仇者聯盟：終局之戰》（2019年）
- 《蜘蛛人：無家日》（2021年；與丹·薩迪克（英语：Dan Sudick）、史考特·埃德爾斯坦（英语：Scott Edelstein）和克里斯·韋格納（英语：Chris Waegner）共同入圍）[5][6]

## 外部連結
- 凱利·波特在互联网电影资料库（IMDb）上的資料（英文）